# Nederländska mästerskapet (beachvolley)

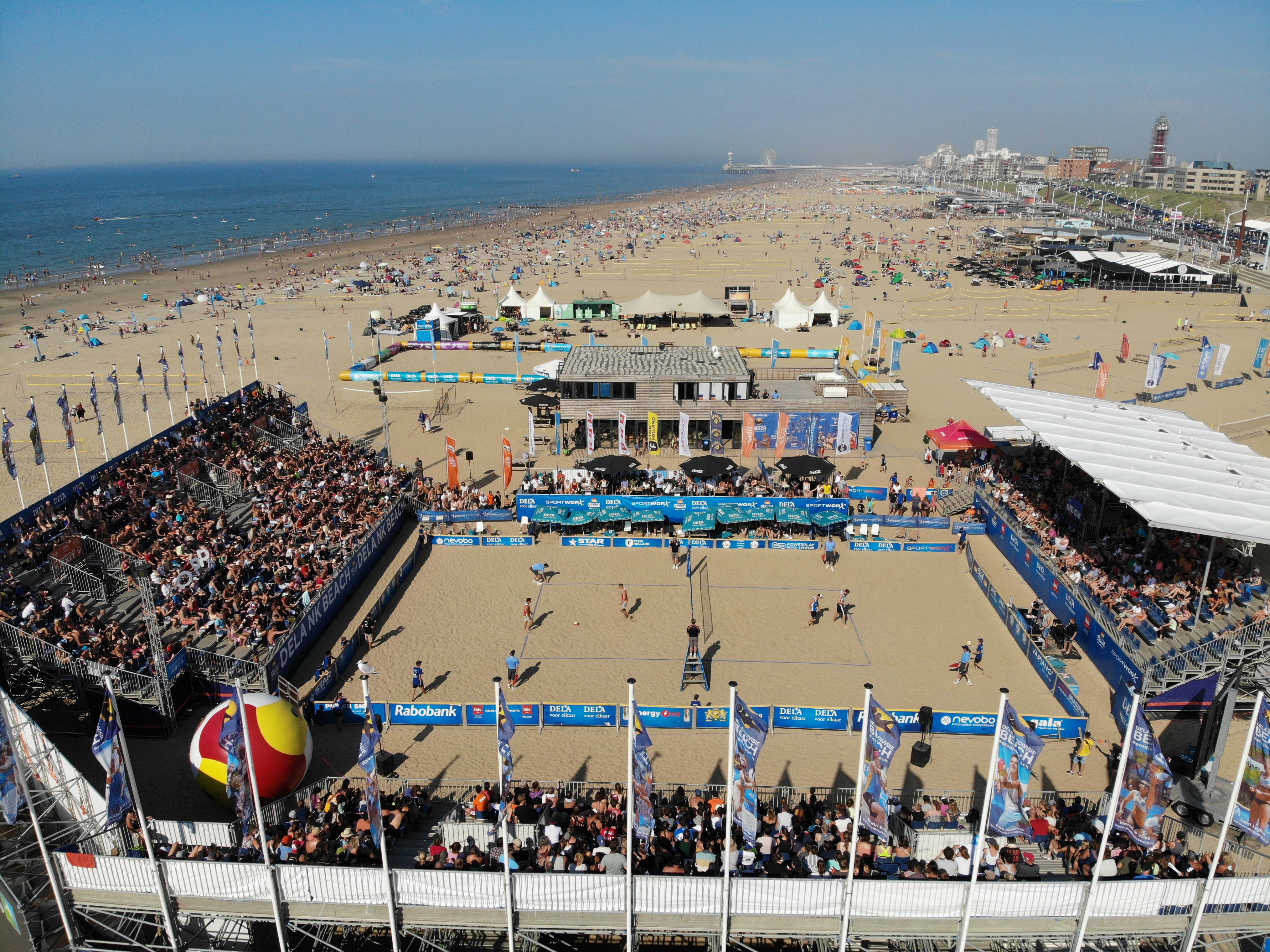
Mästerskapet har spelats i The Hague Beach Stadium sedan 2006.

Nederländska mästerskapet i beachvolley har arrangerats årligen sedan 1989 av det nationella förbundet, Nederlandse Volleybalbond (Nevobo). 
Det är en turnering som spelas i slutet av sommaren. De 32 högst rankade lagen på dam- och herrsidan får delta. Lagen får rankingpoäng baserat på spel i Nationale Beach Competitie (där de tre högsta nivåerna räknas) samt i internationella tävlingar arrangerade av FIVB och CEV.
De mest framgångsrika spelarna på damsidan är Rebekka Kadijk och Deborah Schoon, vilka vann tävlingen fyra gånger (1997 till 2000). På herrsidan är Reinder Nummerdor och Richard Schuil mest framgångsrika med fem guld (2007 till 2011).

## Medaljörer

### Damer[2]
| År      | Podium                                    | Podium                                 | Podium                                                             |
| Segrare | Tvåa                                      | Trea                                   |                                                                    |
| ------- | ----------------------------------------- | -------------------------------------- | ------------------------------------------------------------------ |
| 1989    | Marian Hagen / Sandra Teunis              | Activia                                | Letro / Oikos                                                      |
| 1990    | Heleen Crielaard / Claire Patterson       | Marian Hagen / Patty Schenker          | Trea Brockhoff / Juliëtte Veenman                                  |
| 1991    | Marjolein de Jong / Henriëtte Weersing    | Erna Brinkman / Aafke Hament           | Heleen Crielaard / Ingrid Piersma Janice Johnson / Martje de Vries |
| 1992    | Hetty Vermeulen / Mareille te Winkel      | Judith Drenth / Madelon Maurice        | Simone Kooy / Claire Paterson                                      |
| 1993    | Simone Kooy / Claire Paterson             | Heleen Crielaard / Lilian Crielaard    | -                                                                  |
| 1994    | Debora Schoon-Kadijk / Lisette van de Ven | Heleen Crielaard / Lilian Crielaard    | Karin Janmaat / Mascha van Wijnen                                  |
| 1995    | Debora Schoon-Kadijk / Lisette van de Ven | Claire Paterson / Masha van Wijnen     | Heleen Crielaard / Judith Drenth                                   |
| 1996    | Debora Schoon-Kadijk / Lisette van de Ven | Heleen Crielaard / Judith Drenth       | Mareille te Winkel / Mascha van Wijnen                             |
| 1997    | Rebekka Kadijk / Debora Schoon-Kadijk     | Pauline Maurice / Lisette van de Ven   | Vera Damen / Mascha van Wijnen                                     |
| 1998    | Rebekka Kadijk / Debora Schoon-Kadijk     | Heleen Crielaard / Lilian Crielaard    | Pauline Maurice / Lisette van de Ven                               |
| 1999    | Rebekka Kadijk / Debora Schoon-Kadijk     | Pauline Maurice / Lisette van de Ven   | Karen de Lange / Mareille te Winkel                                |
| 2000    | Rebekka Kadijk / Debora Schoon-Kadijk     | Pauline Maurice / Lisette van de Ven   | Vera Koenen / Mareille te Winkel                                   |
| 2001    | Rebekka Kadijk / Marrit Leenstra          | Vera Koenen / Mareille te Winkel       | Elske van Diepen / Marian Schans                                   |
| 2002    | Rebekka Kadijk / Marrit Leenstra          | Pauline Maurice / Lisette van de Ven   | Merel Mooren / Mered de Vries                                      |
| 2003    | Sanne Keizer / Merel Mooren               | Rebekka Kadijk / Marrit Leenstra       | Jettie Fokkens / Mered de Vries                                    |
| 2004    | Rebekka Kadijk / Marrit Leenstra          | Sanne Keizer / Merel Mooren            | Mered de Vries / Marloes Wesselink                                 |
| 2005    | Rebekka Kadijk / Merel Mooren             | Sanne Keizer / Marrit Leenstra         | Patricia Labee / Mered de Vries                                    |
| 2006    | Rebekka Kadijk / Merel Mooren             | Sanne Keizer / Marrit Leenstra         | Patricia Labee / Mered de Vries                                    |
| 2007    | Marleen van Iersel / Marloes Wesselink    | Sanne Keizer / Mered de Vries          | Daniëlle Remmers / Michelle Stiekema                               |
| 2008    | Sanne Keizer / Mered de Vries             | Sophie van Gestel / Daniëlle Remmers   | Madelein Meppelink / Margo Wiltens                                 |
| 2009    | Marleen van Iersel / Sanne Keizer         | Daniëlle Remmers / Michelle Stiekema   | Madelein Meppelink / Margo Wiltens                                 |
| 2010    | Marleen van Iersel / Sanne Keizer         | Madelein Meppelink / Marloes Wesselink | Roos van der Hoeven / Jantine van der Vlist                        |
| 2011    | Rimke Braakman / Michelle Stiekema        | Daniëlle Remmers / Marloes Wesselink   | Rebekka Kadijk / Merel Mooren                                      |
| 2012    | Sophie van Gestel / Madelein Meppelink    | Daniëlle Remmers / Nienke de Waard     | Merel Mooren / Jantine van der Vlist                               |
| 2013    | Marleen van Iersel / Sanne Keizer         | Rimke Braakman / Jantine van der Vlist | Michelle Stiekema / Marloes Wesselink                              |
| 2014    | Marleen van Iersel / Madelein Meppelink   | Laura Bloem / Marloes Wesselink        | Sophie van Gestel / Sanne Keizer                                   |
| 2015    | Daniëlle Remmers / Michelle Stiekema      | Laura Bloem / Marloes Wesselink        | Nika Daalderop / Joy Stubbe                                        |
| 2016    | Nika Daalderop / Joy Stubbe               | Rimke Braakman / Jolien Sinnema        | Emi van Driel / Raïsa Schoon                                       |
| 2017    | Sophie van Gestel / Madelein Meppelink    | Jolien Sinnema / Joy Stubbe            | Sanne Keizer / Marleen Ramond-van Iersel                           |
| 2018    | Marleen Ramond-van Iersel / Joy Stubbe    | Laura Bloem / Jolien Sinnema           | Sophie van Gestel / Marloes Wesselink                              |
| 2019    | Emma Piersma / Pleun Ypma                 | Marleen Ramond-van Iersel / Joy Stubbe | Katja Stam / Julia Wouters                                         |
| 2020    | Raïsa Schoon / Katja Stam                 | Sanne Keizer / Madelein Meppelink      | Marleen van Iersel / Jantine van der Vlist                         |
| 2021    | Raïsa Schoon / Katja Stam                 | Emi van Driel / Mexime van Driel       | Esmee Priem / Iris Reinders                                        |
| 2022    | Wies Bekhuis / Brecht Piersma             | Iris Reinders / Desi Poiesz            | Elin Hoonhout / Julia Hodl                                         |
| 2023    | Emi van Driel / Brecht Piersma            | Lisa Luini / Serena van der Made       | Wies Bekhuis / Kirsten Bröring                                     |

### Herrar[3]
| År      | Podium                                    | Podium                               | Podium                                                      |
| Segrare | Tvåa                                      | Trea                                 |                                                             |
| ------- | ----------------------------------------- | ------------------------------------ | ----------------------------------------------------------- |
| 1989    | Markus Hoff / Edger Tinkhof               | Rini Boutens / Peter Paul Everaert   | Joop Dees / Peter Verburg                                   |
| 1990    | Markus Hoff / Edger Tinkhof               | Paul Hamelink / John Stubbe          | Olof van der Meulen / Jan Posthuma                          |
| 1991    | Paul Hamelink / John Stubbe               | Markus Hoff / Edger Tinkhof          | Ronald Kooyman / Don Verdonck Jan Clardey / Michel Everaert |
| 1992    | Paul Hamelink / John Stubbe               | Erik Gras / Marko Klok               | Jan Clardeij / Don Verdonck                                 |
| 1993    | Michel Everaert / Bas van Rossem          | Casper Groenhuyzen / Simon Schilp    | -                                                           |
| 1994    | Michel Everaert / Sander Mulder           | Ferry van Hal / John Stubbe          | Arne Arens / Arjen van Veen                                 |
| 1995    | Ferry van Hal / Jaap Vos                  | Marko Klok / Michiel van der Kuip    | Victor Artamonov / Bas van Rossem                           |
| 1996    | Michel Everaert / Sander Mulder           | Matijs Dekker / Joost van der Hoek   | Marko Klok / Michiel van der Kuip                           |
| 1997    | Michel Everaert / Sander Mulder           | Marko Klok / Michiel van der Kuip    | Remco Boonstra / Arno van Solkema                           |
| 1998    | Michel Everaert / Sander Mulder           | Matijs Dekker / Joost van der Hoek   | Arne Arens / Jaap Vos                                       |
| 1999    | Richard de Kogel / Bjorn Peijnenburg      | Arne Arens / Jaap Vos                | Michel Everaert / Sander Mulder                             |
| 2000    | Ferry van Hal / Jaap Vos                  | Max Backer / Gijs Ronnes             | Matijs Dekker / Joost van der Hoek                          |
| 2001    | Matijs Dekker / Joost van der Hoek        | Richard de Kogel / Sander Mulder     | Max Backer / Gijs Ronnes                                    |
| 2002    | Richard de Kogel / Sander Mulder          | Max Backer / Gijs Ronnes             | Emiel Boersma / Bram Ronnes                                 |
| 2003    | Jochem de Gruijter / Gijs Ronnes          | Richard de Kogel / Sander Mulder     | Max Backer / Emiel Boersma                                  |
| 2004    | Jochem de Gruijter / Gijs Ronnes          | Max Backer / Emiel Boersma           | Richard de Kogel / Rick Wiggers                             |
| 2005    | Emiel Boersma / Bram Ronnes               | Richard de Kogel / Richard Rademaker | Max Backer / Timko Lokerse                                  |
| 2006    | Jochem de Gruijter / Gijs Ronnes          | Reinder Nummerdor / Richard Schuil   | Emiel Boersma / Mathijs Mast                                |
| 2007    | Reinder Nummerdor / Richard Schuil        | Emiel Boersma / Bram Ronnes          | Jochem de Gruijter / Gijs Ronnes                            |
| 2008    | Reinder Nummerdor / Richard Schuil        | Emiel Boersma / Bram Ronnes          | Niels van de Sande / Daan Spijkers                          |
| 2009    | Reinder Nummerdor / Richard Schuil        | Niels van de Sande / Daan Spijkers   | Emiel Boersma / Jorn Huiskamp                               |
| 2010    | Reinder Nummerdor / Richard Schuil        | Emiel Boersma / Daan Spijkers        | Jon Stiekema / Christiaan Varenhorst                        |
| 2011    | Reinder Nummerdor / Richard Schuil        | Emiel Boersma / Daan Spijkers        | Alexander Brouwer / Robert Meeuwsen                         |
| 2012    | Alexander Brouwer / Robert Meeuwsen       | Jon Stiekema / Christiaan Varenhorst | Emiel Boersma / Daan Spijkers                               |
| 2013    | Alexander Brouwer / Robert Meeuwsen       | Reinder Nummerdor / Richard Schuil   | Jon Stiekema / Christiaan Varenhorst                        |
| 2014    | Alexander Brouwer / Robert Meeuwsen       | Tim Oude Elferink / Sven Vismans     | Reinder Nummerdor / Steven van de Velde                     |
| 2015    | Dirk Boehlé / Steven van de Velde         | Wessel Keemink / Sven Vismans        | Tim Oude Elferink / Daan Spijkers                           |
| 2016    | Wessel Keemink / Sven Vismans             | Mees Blom / Ruben Penninga           | Jasper Bouter / Tom van Steenis                             |
| 2017    | Jasper Bouter / Christiaan Varenhorst     | Dirk Boehlé / Steven van de Velde    | Alexander Brouwer / Robert Meeuwsen                         |
| 2018    | Steven van de Velde / Dirk Boehlé         | Tom van Steenis / Ruben Penninga     | Eagernell Dearney de Cuba / Bas Verpoorten                  |
| 2019    | Alexander Brouwer / Christiaan Varenhorst | Stefan Boermans / Dirk Boehlé        | Jasper Bouter / Ruben Penninga                              |
| 2020    | Jasper Bouter / Ruben Penninga            | Stefan Boermans / Yorick de Groot    | Alexander Brouwer / Robert Meeuwsen                         |
| 2021    | Stefan Boermans / Yorick de Groot         | Thijmen Heemskerk / Erik Nijland     | Christiaan Varenhorst / Steven van de Velde                 |
| 2022    | Steven van de Velde / Mart van Werkhoven  | Dirk Boehlé / Mees Sengers           | Jannes van der Ham / Thijs Nijeboer                         |
| 2023    | Sam van der Loo / Steven van de Velde     | Thijs Nijeboer / Mart van Werkhoven  | Leon Luini / Erik Nijland                                   |